# 2004 HA79
2004 HA79, também escrito como 2004 HA79, é um objeto transnetuniano que está localizado no Cinturão de Kuiper, uma região do Sistema Solar. Este corpo celeste é classificado como um plutino, pois, o mesmo está em uma ressonância orbital de 2:3 com o planeta Netuno. Ele possui uma magnitude absoluta de 7,2 e tem um diâmetro estimado com 160 km.

## Descoberta
2004 HA79 foi descoberto no dia 26 de abril de 2004 pelo Canada-France Ecliptic Plane Survey.

## Órbita
A órbita de 2004 HA79 tem uma excentricidade de 0,246 e possui um semieixo maior de 39,536 UA. O seu periélio leva o mesmo a uma distância de 29,830 UA em relação ao Sol e seu afélio a 49,243 UA.